# Terriente

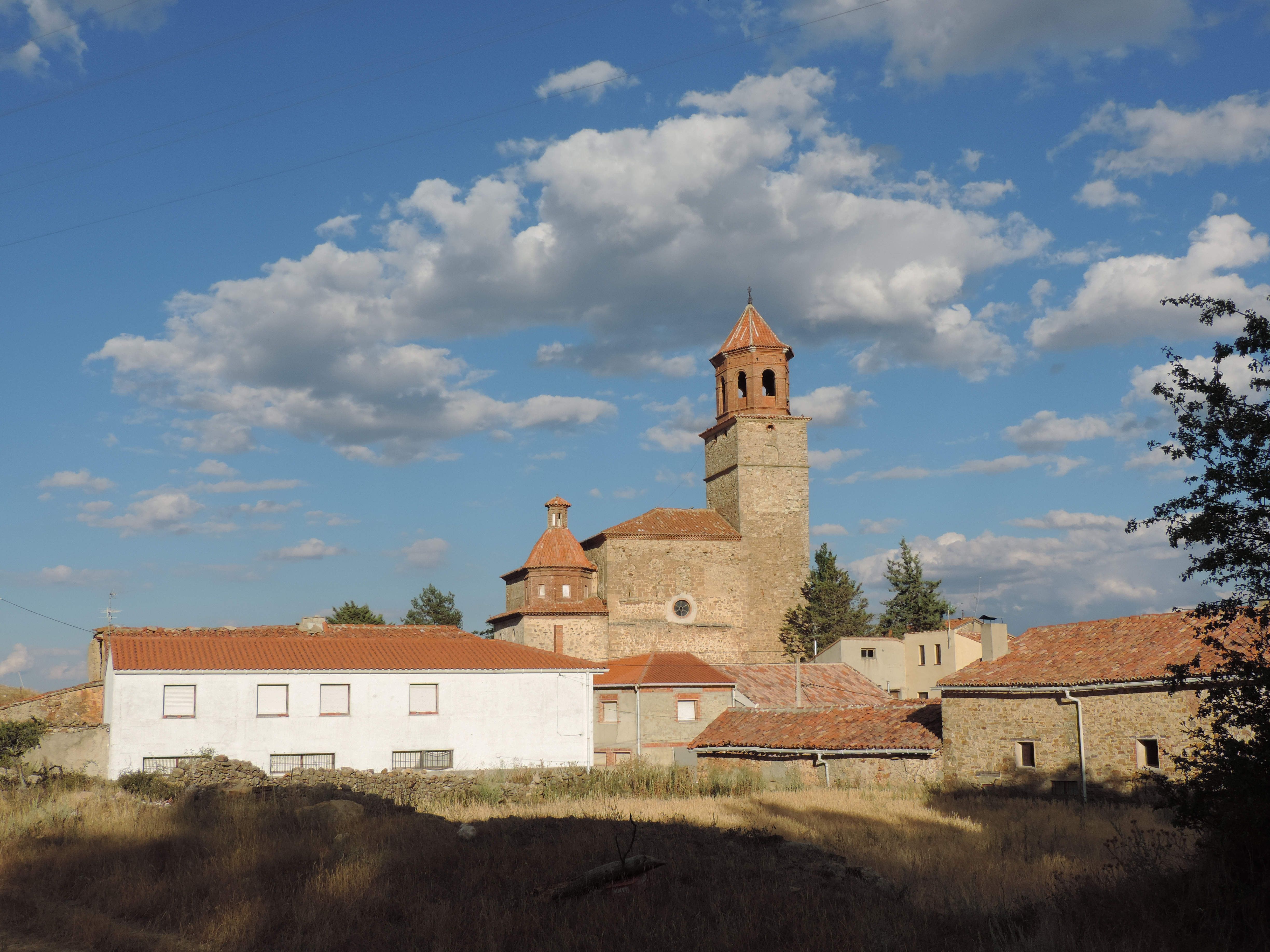
Terriente, 2014

Terriente is een gemeente in de Spaanse provincie Teruel in de regio Aragón met een oppervlakte van 47,98 km². Terriente telt 173 inwoners (1 januari 2016).

## Demografische ontwikkeling
Bron: INE, 1857-2011: volkstellingen